# Кассим, Муджиб
Муджиб Кассим Хамза (амх. ሙጂብ ቃሲም; род. 19 октября 1995, Адама, Эфиопия) — эфиопский футболист, выступающий на позиции нападающего и полузащитника в Фасил Кенема. Также представляет сборную Эфиопии по футболу.

## Клубная карьера
Родился 19 октября 1995 года в Адама, Эфиопия. В профессиональном футболе дебютировал за Ауаса Сити. За клуб отыграл два года, после чего перешёл в Адама Сити. Отыграв два сезона за клуб переходит в Фасил Кенема, где он стал ведущим нападающим клуба. После трёх лет в клубе, игроком заинтересовался алжирская Кабилия. После блестящей игры Кассима в Лиге чемпионов КАФ руководство обоих клубов сошлось на трансфере игрока, без уточнение суммы перехода. Тем не менее, за алжирскую команду отыграл только два матча, из-за высокой конкуренции внутри клуба, и 18 февраля 2022 года был подписан контракт на возвражение Кассима обратно в Фасил. Трансфер обошёлся в 100000 евро.

## Карьера в сборной
За сборную дебютировал 7 июня 2015 года в домашнем товарищеском матче против сборной Замбии. Встреча закончилась минимальным поражением со счётом 1:0. Был участником сборной на Кубке африканских наций в 2021 году. На турнире сыграл всего один матч против сборной Кабо-Верде, заменив Абубекера Нассира на 82 минуте. Матч закончился поражением 1:0. Всего за сборную сыграл 13 матчей под эгидой ФИФА и 4 неофициальных матча, в которых одержал 3 победы, 6 ничьих и 8 поражений.